# Borboryctis triplaca
Borboryctis triplaca är en fjärilsart som först beskrevs av Edward Meyrick 1908.  Borboryctis triplaca ingår i släktet Borboryctis och familjen styltmalar. Inga underarter finns listade i Catalogue of Life.